# Лос Мадрилес (Топија)
Лос Мадрилес (шп. Los Madriles) насеље је у Мексику у савезној држави Дуранго у општини Топија. Насеље се налази на надморској висини од 1495 м.

## Становништво
Према подацима из 2010. године у насељу је живело 23 становника.

### Хронологија
| Година       | 2000         | 2005 | 2010 |
| ------------ | ------------ | ---- | ---- |
| Становништво | 38 (16 / 22) | 14   | 23   |

### Попис
| # | Индикатор                     | Вредност |
| - | ----------------------------- | -------- |
| 1 | Укупно домаћинстава           | 4        |
| 2 | Укупно насељених домаћинстава | 2        |
| 3 | Величина локације             | 1        |